# Eulersche Phi-Funktion

Die ersten tausend Werte der Funktion

Die Eulersche Phi-Funktion (andere Schreibweise: eulersche φ-Funktion, auch eulersche Funktion genannt) ist eine zahlentheoretische Funktion. Sie gibt für jede positive natürliche Zahl {\displaystyle n} an, wie viele zu {\displaystyle n} teilerfremde positive natürliche Zahlen es gibt, die nicht größer als {\displaystyle n} sind (auch als Totient von {\displaystyle n} bezeichnet).  
Ihr Funktionswert {\displaystyle \varphi (n)} ist gleich der Anzahl der zu {\displaystyle n} teilerfremden Reste modulo {\displaystyle n}. Für {\displaystyle n>1} liegt er im Bereich {\displaystyle 1\leq \varphi (n)<n}.
Der Name Phi-Funktion geht auf Leonhard Euler zurück.
Die Phi-Funktion entscheidet über die Konstruierbarkeit eines Polygons in Abhängigkeit von der Anzahl der Ecken des Vielecks {\displaystyle n}. Genau dann, wenn der Phi-Funktionswert {\displaystyle \varphi (n)} von der Anzahl der Ecken {\displaystyle n} des betroffenen Polygons eine Zweierpotenz {\displaystyle \varphi (n)=2^{m}\quad {\text{mit}}\quad m\in \mathbb {N} } ist, ist das {\displaystyle n}-Eck mit Zirkel und Lineal konstruierbar. Dies ist genau dann der Fall, wenn {\displaystyle n} das Produkt einer Zweierpotenz und paarweise verschiedener Fermatscher Primzahlen ist. 

## Definition
Die Phi-Funktion ist definiert durch {\displaystyle \varphi \colon \mathbb {N} ^{+}\to \mathbb {N} ^{+}} und
{\displaystyle \varphi (n)\;:=\;{\Big |}\{a\in \mathbb {N} \,\mid \,1\leq a\leq n\land \operatorname {ggT} (a,n)=1\}{\Big |}}
Dabei bezeichnet {\displaystyle \operatorname {ggT} (a,n)} den größten gemeinsamen Teiler von {\displaystyle a} und {\displaystyle n.}
Eine andere, trivialerweise äquivalente, Schreibweise ist die Darstellung als Summe:
{\displaystyle \varphi (n)\;=\;\sum \limits _{\overset {1\leq a\leq n}{\operatorname {ggT} (a,n)=1}}1}

## Beispiele
- Die Zahl 1 enthält als Leeres Produkt keinen Primfaktor und ist zu allen Zahlen, auch zu sich selbst, teilerfremd, also ist {\displaystyle \varphi (1)=1.}
- Die Zahl 6 ist zu genau zwei der sechs Zahlen von 1 bis 6 teilerfremd (nämlich zu 1 und zu 5), also ist {\displaystyle \varphi (6)=2.}
- Die Zahl 13 ist als Primzahl zu jeder der zwölf Zahlen von 1 bis 12 teilerfremd (aber natürlich nicht zu 13), also ist {\displaystyle \varphi (13)=12.}

Die ersten 99 Werte der Phi-Funktion lauten:
| {\displaystyle \varphi (n)} | +0 | +1 | +2 | +3 | +4 | +5 | +6 | +7 | +8 | +9 |
| --------------------------- | -- | -- | -- | -- | -- | -- | -- | -- | -- | -- |
| 00+                         |    | 01 | 01 | 02 | 02 | 04 | 02 | 06 | 04 | 06 |
| 10+                         | 04 | 10 | 04 | 12 | 06 | 08 | 08 | 16 | 06 | 18 |
| 20+                         | 08 | 12 | 10 | 22 | 08 | 20 | 12 | 18 | 12 | 28 |
| 30+                         | 08 | 30 | 16 | 20 | 16 | 24 | 12 | 36 | 18 | 24 |
| 40+                         | 16 | 40 | 12 | 42 | 20 | 24 | 22 | 46 | 16 | 42 |
| 50+                         | 20 | 32 | 24 | 52 | 18 | 40 | 24 | 36 | 28 | 58 |
| 60+                         | 16 | 60 | 30 | 36 | 32 | 48 | 20 | 66 | 32 | 44 |
| 70+                         | 24 | 70 | 24 | 72 | 36 | 40 | 36 | 60 | 24 | 78 |
| 80+                         | 32 | 54 | 40 | 82 | 24 | 64 | 42 | 56 | 40 | 88 |
| 90+                         | 24 | 72 | 44 | 60 | 46 | 72 | 32 | 96 | 42 | 60 |

## Eigenschaften

### Multiplikative Funktion
Die Phi-Funktion ist eine multiplikative zahlentheoretische Funktion, sodass für teilerfremde Zahlen {\displaystyle m} und {\displaystyle n}
{\displaystyle \varphi (m\cdot n)=\varphi (m)\cdot \varphi (n)}
gilt. Ein Beispiel dazu:
{\displaystyle \varphi (18)=\varphi (2)\cdot \varphi (9)=1\cdot 6=6}
Ein geometrisch ausschlaggebendes weiteres Beispiel hierfür lautet:
{\displaystyle \varphi (85)=\varphi (5)\cdot \varphi (17)=4\cdot 16=64}
Das bedeutet, dass das reguläre 85-Eck sehr wohl mit Zirkel und Lineal konstruiert werden kann.
Denn der Phi-Funktionswert von der 85, also die 64 ist eine Zweierpotenz.

### Eigenschaften
Die Funktion {\displaystyle \varphi } ordnet jedem {\displaystyle n\in \mathbb {N} ^{+}} die Anzahl {\displaystyle \varphi (n)} der Einheiten im Restklassenring {\displaystyle \mathbb {Z} /n\mathbb {Z} } zu, also die Ordnung der primen Restklassengruppe.
Denn ist {\displaystyle {\overline {a}}\in \mathbb {Z} /n\mathbb {Z} } eine Einheit, also {\displaystyle {\overline {a}}\in (\mathbb {Z} /n\mathbb {Z} )^{*},} so gibt es ein {\displaystyle {\overline {b}}\in \mathbb {Z} /n\mathbb {Z} } mit {\displaystyle {\overline {a}}\cdot {\overline {b}}={\overline {1}},} was äquivalent zu {\displaystyle ab\equiv 1{\bmod {n}},} also zur Existenz einer ganzen Zahl {\displaystyle x} mit {\displaystyle ab+nx=1} ist. Nach dem Lemma von Bézout ist dies äquivalent zur Teilerfremdheit von {\displaystyle a} und {\displaystyle n.}
{\displaystyle \varphi (n)} ist für {\displaystyle n>2} stets eine gerade Zahl.
Ist {\displaystyle a_{n}} die Anzahl der Elemente im Bild {\displaystyle \mathrm {im} (\varphi ),} die nicht größer als {\displaystyle n} sind, dann gilt {\displaystyle \lim _{n\to \infty }{\frac {a_{n}}{n}}=0.} Das Bild der Phi-Funktion besitzt also die natürliche Dichte 0.

### Erzeugende Funktion
Die Dirichlet-erzeugende Funktion der Phi-Funktion hängt mit der riemannschen Zetafunktion {\displaystyle \zeta } zusammen:
{\displaystyle \sum _{n=1}^{\infty }{\frac {\varphi (n)}{n^{s}}}={\frac {\zeta (s-1)}{\zeta (s)}}}

## Berechnung

### Primzahlen
Da eine Primzahl {\displaystyle p} nur durch 1 und sich selbst teilbar ist, ist sie zu den Zahlen 1 bis {\displaystyle p-1} teilerfremd. Weil sie größer als 1 ist, ist sie außerdem nicht zu sich selbst teilerfremd. Es gilt daher
{\displaystyle \varphi (p)=p-1.}

### Potenz von Primzahlen
Eine Potenz {\displaystyle p^{k}} mit einer Primzahl {\displaystyle p} als Basis und dem Exponenten {\displaystyle k\in \mathbb {N} ^{+}} hat nur den einen Primfaktor {\displaystyle p.} Daher hat {\displaystyle p^{k}} nur mit Vielfachen von {\displaystyle p} einen von 1 verschiedenen gemeinsamen Teiler. Im Bereich von 1 bis {\displaystyle p^{k}} sind das die Zahlen
{\displaystyle 1\cdot p,\;2\cdot p,\;3\cdot p,\;\dotsc ,\;p^{k-1}\cdot p=p^{k}}.
Das sind {\displaystyle p^{k-1}} Zahlen, die nicht teilerfremd zu {\displaystyle p^{k}} sind. Für die eulersche {\displaystyle \varphi }-Funktion gilt deshalb
{\displaystyle \varphi (p^{k})=p^{k}-p^{k-1}=p^{k-1}(p-1)=p^{k}\left(1-{\frac {1}{p}}\right)}.
Beispiel:
{\displaystyle \varphi (16)=\varphi (2^{4})=2^{4}-2^{3}=2^{3}\cdot (2-1)=2^{4}\cdot \left(1-{\frac {1}{2}}\right)=8}.

### Allgemeine Berechnungsformel
Der Wert der eulerschen Phi-Funktion lässt sich für jedes {\displaystyle n\in \mathbb {N} ^{+}} aus dessen kanonischer Primfaktorzerlegung
{\displaystyle n=\prod _{p\mid n}p^{k_{p}}}
berechnen, indem man die Multiplikativität und die Formel für Primzahlpotenzen anwendet:
{\displaystyle \varphi (n)=\prod _{p\mid n}\varphi (p^{k_{p}})=\prod _{p\mid n}p^{k_{p}-1}(p-1)=n\prod _{p\mid n}\left(1-{\frac {1}{p}}\right)},
wobei die Produkte über alle Primzahlen {\displaystyle p}, die Teiler von {\displaystyle n} sind, gebildet werden.
Beispiel:
{\displaystyle \varphi (72)=\varphi (2^{3}\cdot 3^{2})=2^{3-1}\cdot (2-1)\cdot 3^{2-1}\cdot (3-1)=2^{2}\cdot 1\cdot 3\cdot 2=24}
oder
{\displaystyle \varphi (72)=72\cdot (1-{\tfrac {1}{2}})\cdot (1-{\tfrac {1}{3}})=24}.

### Durchschnittliche Größenordnung
Mit der riemannschen Zetafunktion {\displaystyle \zeta }, dem Landau-Symbol {\displaystyle {\mathcal {O}}} und {\displaystyle \zeta (2)={\tfrac {\pi ^{2}}{6}}} gilt:
{\displaystyle \sum _{n=1}^{N}\varphi (n)={\frac {1}{2\zeta (2)}}N^{2}+{\mathcal {O}}(N\log N)={\frac {3}{\pi ^{2}}}N^{2}+{\mathcal {O}}(N\log N)}
Wegen {\displaystyle \sum _{n=1}^{N}{\tfrac {6}{\pi ^{2}}}n={\tfrac {6}{\pi ^{2}}}{\tfrac {N(N+1)}{2}}={\tfrac {3}{\pi ^{2}}}N^{2}+{\mathcal {O}}(N)} sind diese beiden Summen asymptotisch gleich:
{\displaystyle \lim _{N\to \infty }{\frac {\sum _{n=1}^{N}\varphi (n)}{\sum _{n=1}^{N}{\frac {6}{\pi ^{2}}}n}}=\lim _{N\to \infty }{\frac {{\frac {3}{\pi ^{2}}}+{\mathcal {O}}\left({\frac {\log N}{N}}\right)}{{\frac {3}{\pi ^{2}}}+{\mathcal {O}}\left({\frac {1}{N}}\right)}}=1}
Man sagt dazu auch:
- Die durchschnittliche Größenordnung von {\displaystyle \varphi (n)} ist {\displaystyle {\tfrac {6}{\pi ^{2}}}n.}

### Fourier-Transformation
Die eulersche Phifunktion ist die diskrete Fourier-Transformation des ggT, ausgewertet an der Stelle 1:
{\displaystyle {\begin{aligned}{\mathcal {F}}\left\{\mathbf {x} \right\}[m]&=\sum \limits _{k=1}^{n}x_{k}\cdot e^{-2\pi i{\frac {mk}{n}}},\quad \mathbf {x_{k}} =\left\{\operatorname {ggT} (k,n)\right\}\quad {\text{für }}\,k\in \left\{1,\dotsc ,n\right\}\\\varphi (n)&={\mathcal {F}}\left\{\mathbf {x} \right\}[1]=\sum \limits _{k=1}^{n}\operatorname {ggT} (k,n)e^{-2\pi i{\frac {k}{n}}}\end{aligned}}}
Nimmt man auf beiden Seiten den Realteil, ergibt sich die Gleichung
{\displaystyle \varphi (n)=\sum \limits _{k=1}^{n}\operatorname {ggT} (k,n)\cos \left(2\pi {\frac {k}{n}}\right).}

### Weitere Beziehungen
- Es gilt {\displaystyle \varphi (n)>{\frac {\sqrt {n}}{2}},} für ungerade {\displaystyle n} sogar {\displaystyle \varphi (n)\geq {\sqrt {n}}.}

- Für {\displaystyle n\geq 2} gilt:

{\displaystyle \sum _{1\leq j\leq n-1 \atop \operatorname {ggT} (n,j)=1}j={\frac {n}{2}}\varphi (n)}
- Für alle {\displaystyle n\in \mathbb {N} ^{+}} gilt:[2]

{\displaystyle \sum _{d>0 \atop d\mid n}\varphi (d)=n}
Beispiel: Für {\displaystyle n=100} ist die Menge {\displaystyle T(n):=\{t\in \ N^{+}\;{\big |}\;t\vert n\}} der positiven Teiler von {\displaystyle n} durch
{\displaystyle T(100)=T(2^{2}\cdot 5^{2})=\left\{2^{m}\cdot 5^{n}\mid m\in \{0,1,2\},n\in \{0,1,2\}\right\}=\{1,2,4,5,10,20,25,50,100\}}
gegeben. Addition der zugehörigen {\displaystyle |T(100)|=(2+1)(2+1)=9} Gleichungen
{\displaystyle {\begin{aligned}\varphi (1)&=1\\\varphi (2)&=1\\\varphi (4)&=2\\\varphi (5)&=4\\\varphi (10)&=4\\\varphi (20)&=8\\\varphi (25)&=20\\\varphi (50)&=20\\\varphi (100)&=40\end{aligned}}}
ergibt:
{\displaystyle {\begin{aligned}\sum _{d>0 \atop d\mid 100}\varphi (d)&=\varphi (1)+\varphi (2)+\varphi (4)+\varphi (5)+\varphi (10)+\varphi (20)+\varphi (25)+\varphi (50)+\varphi (100)\\&=1+1+2+4+4+8+20+20+40=100\end{aligned}}}

## Bedeutung
Eine wichtige Anwendung findet die Phi-Funktion im Satz von Fermat-Euler:
Wenn zwei natürliche Zahlen {\displaystyle a} und {\displaystyle m} teilerfremd sind, ist {\displaystyle m} ein Teiler von {\displaystyle a^{\varphi (m)}-1\colon }
{\displaystyle \operatorname {ggT} (a,m)=1\Rightarrow m\mid a^{\varphi (m)}-1}
Etwas anders formuliert:
{\displaystyle \operatorname {ggT} (a,m)=1\Rightarrow a^{\varphi (m)}\equiv 1{\bmod {m}}}
Ein Spezialfall (für Primzahlen {\displaystyle p}) dieses Satzes ist der kleine fermatsche Satz:
{\displaystyle p\nmid a\Rightarrow p\mid a^{p-1}-1}
{\displaystyle p\nmid a\Rightarrow a^{p-1}\equiv 1{\bmod {p}}}
Der Satz von Fermat-Euler findet unter anderem Anwendung beim Erzeugen von Schlüsseln für das RSA-Verfahren in der Kryptographie.
Der {\displaystyle \varphi }-Funktionswert ist gemäß der bereits im Einleitungsteil des Artikels genannten Konstruierbarkeit eines Polygons das entscheidende Kriterium.